# Paul Couissin
Paul Couissin (10 de abril de 1885 - 8 de março de 1932) foi um historiador francês.

## Vida
Excelente latinista, foi professor em Rennes durante sete anos. A partir de 1928 e na Faculdade de letras da Universidade de Marselha, foi professor de literatura latina. O seu talento em desenho levaram-no para a arqueologia, e trabalhou na série de Mapas arqueológicos da Gália romana. Especialista em armamento antigo (a sua tese de doutoramento foi sobre As Armas romanas), em 1929 sucedeu a Michel Clerc como conservador do Museu de arqueologia de Marselha.

## Obras
- Les Armes romaines, Paris, 1926
- L'Atlantide de Platon et les origines de la civilisation, 1928
- Carte archéologique de la Gaule romaine. 1, Carte (partie orientale) et texte complet du département des Alpes-Maritimes, Paris, 1931. (com Henry de Gérin-Ricard)
- Carte archéologique de la Gaule romaine. 2, Carte (partie orientale) et texte complet du département du Var, Paris, 1932. (com Henry de Gérin-Ricard).